# Mirza Ali
Мirza Ali (également Мirza Ali Mohammadi), né vers 1510 à Tabriz  et mort avant 1576, est un maître de la miniature persane.
L'historien de l'époque safavide Qazi Ahmed écrit que: « le peintre Mirza Ali est le fils du maître Sultan Mohammed, il n'existe aucun autre miniaturiste qui soit son égal ou simplement comparable à lui; il excellait tant dans l'art de l'illustration que peu pouvait rivaliser avec lui ». Plus loin, l'historien signale que le jeune peintre a commencé à travailler à la bibliothèque royale (kitabkhaneh) au service du chah Tahmasp Ier, sous la surveillance de son père. L'historien ottoman Moustapha Ali (1587)  place Мirza Ali comme premier de la liste des peintres les plus talentueux et le qualifie de « maître glorieux ».

Мirza Ali. La Reine Nouchabé, faisant la connaissance d'Alexandre, grâce à son portrait. Miniature extraite du «Khamseh» de Nizami (1539—1543, Londres, British Library)

La carrière de Mirza Ali débute sous le règne de Tahmasp (1514—1576)  avec toutes ses conséquences. Il commence donc dans les années 1530 à peindre à la kitabkhaneh (bibliothèque) de Tabriz, alors capitale de l'empire. C'est ici que sont produites les plus belles miniatures du règne des Safavides dans la première moitié du XVIe siècle. Vers 1550, il commence à travailler au service du neveu du chah, Sultan Ibrahim Mirza (vers 1540-1576), car le chah s'était désintéressé entretemps de l'art de la miniature et de la figuration, sous l'influence de mollahs. Cependant quand le chah transfère plus tard la capitale à Qazvin (vers 1558), il fait ouvrir un atelier de peintres dont Mirza Ali est l'un des maîtres. Les détails sur les dernières années de l'artiste ne nous sont pas connus.

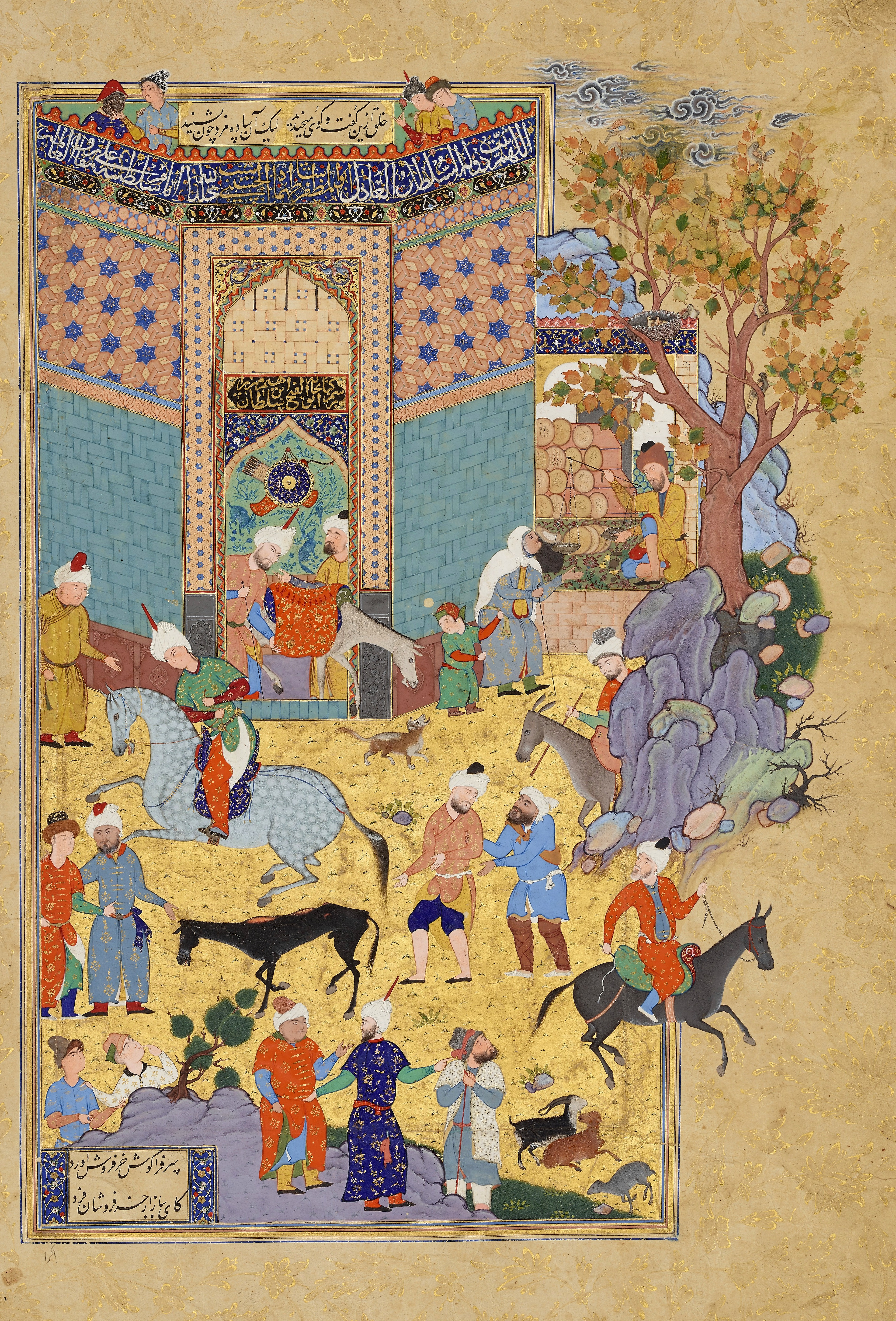
Мirza Ali. La Vente de l'âne. Miniature extraite des « Sept trônes », 1556—1565. Freer Gallery of Art de Washington. Le jeune prince sur un destrier gris pommelé serait selon les experts le prince séfévide Sultan Ibrahim Mirza (1540-1577).

Les miniatures les plus anciennes qui soenit conservées de l'artiste sont deux miniatures du « Khamseh », dont le manuscrit est copié en 1539-1543 à la commande du chah Tahmasp. Malgré sa jeunesse, l'artiste participe à ce vaste projet avec les plus grands maîtres de Tabriz et de sa bibliothèque royale. Ce sont par exemple Agha Mirek, Mir Saïd Ali, et son père Sultan Mohammed. Les artistes composent en tout quatorze miniatures, dont certaines sont corrigées au XVIIe siècle par le miniaturiste Mohammad Zaman. L'une d'elles, signées de la main de Mirza Ali et intitulée La Reine Nouchabé fait connaissance d'Alexandre (Iskander), grâce à son portrait illustre le poème du « Livre d'Alexandre ». Le poème décrit comment Iskander (c'est-à-dire Alexandre le Grand) tombe amoureux de la belle reine azérie Nouchabé et se fait passer pour un de ses ambassadeurs auprès d'elle. Mais celle-ci ayant reçu auparavant le portrait d'Alexandre devine qui est ce prétendu ambassadeur. Les historiens d'art Dickson et Welch considèrent que cette miniature exprime avec finesse la psychologie de cette époque et que les traits des visages et les poses sont traités avec soin.

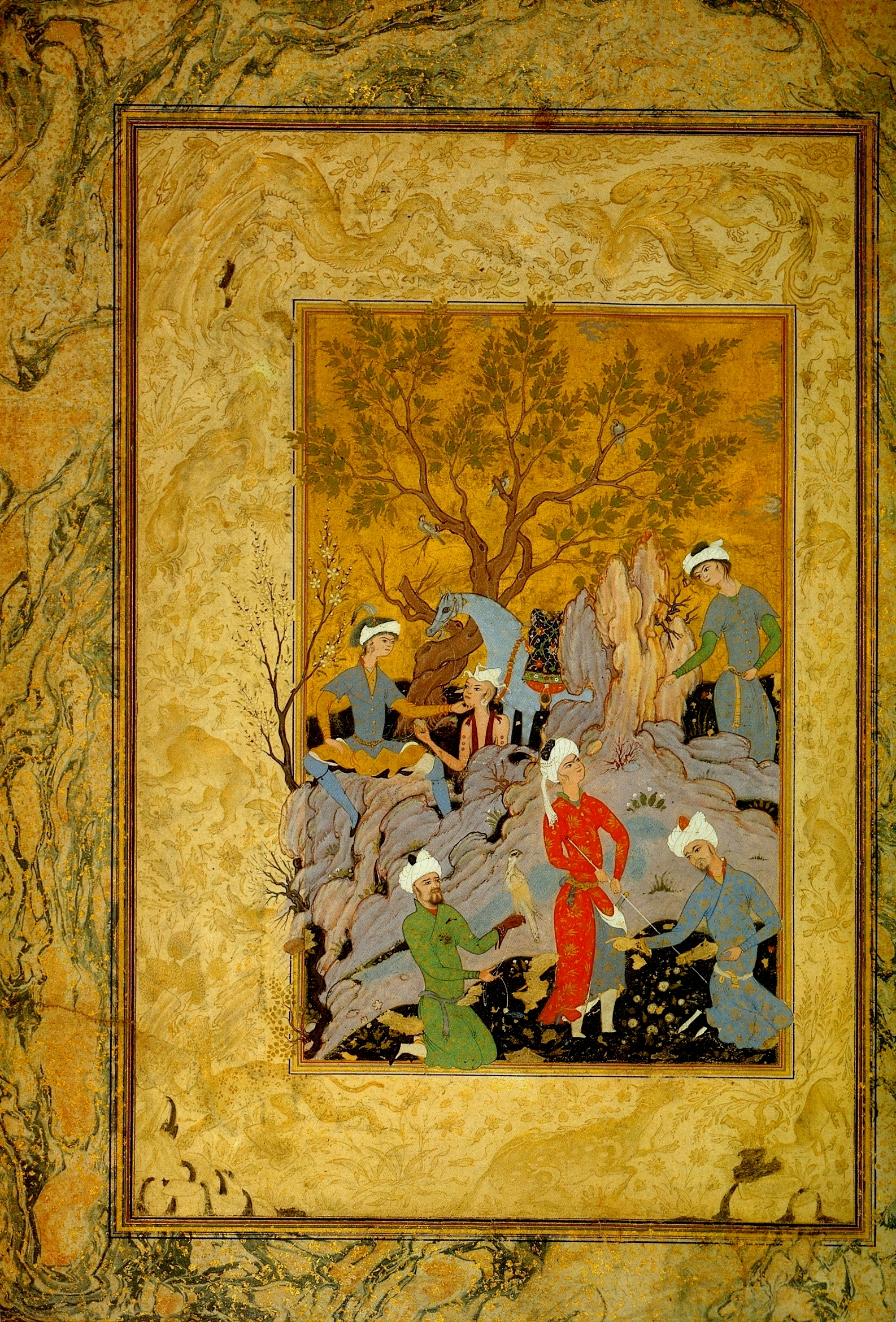
Мirza Ali. Scène de chasse, 1570—1580, Metropolitan Museum of Art de New York

Grâce aux particularités de cette miniature, Dickson et Welch ont pu attribuer à Mirza Ali d'autres miniatures non signées. Ils estiment que dans les années 1530—1540, l'artiste a participé à l'illustratrion du « Livre des rois » commandé par Tahmasp et en particulier pour six miniatures. Son pinceau est reconnaissable pour un distique avec une scène de chasse, illustrant le poèle La Chaîne d'or de Djami. Ce manuscrit est conservé à la Bibliothèque nationale russe de Saint-Pétersbourg. Il est possible que d'autres illustrations extrêmement élégantes soient de sa main, comme La Princesse assise avec une fleur qui est une des compositions les plus idéalisées et poétiques réalisées sur ce thème à l'époque safavide. Ces œuvres datant des années 1540 sont considérées comme le sommet du travail de l'artiste. Les illustrations du poème de Djami, «Les Sept trônes  » (1556-1565) ont été faites à la commande de Sultan Ibrahim Mirza, ainsi que deux miniatures d'une scène de chasse (1570-1580), l'une conservée à Boston, l'autre à New York au Metropolitan Museum of Art. Elles versent un peu dans le maniérisme, malgré l'élégance des traits et de la composition. On note une pointe d'humour dans le sujet de La Vente de l'âne qui est un épisode des « Sept trônes ».
Mirza Ali est l'un des maîtres les plus importants de la miniature persane du XVIe siècle. Avec les peintres Mohammadi et Sheikh Mohammad, il a été à la source de l'évolution de l'art de la miniature en Perse. Grâce à ses nouveautés stylistiques, il a ouvert la voie aux artistes du XVIIe siècle les plus fameux, comme Reza Abbasi, dont la manière a rayonné sur tout le siècle.